# Зайцев, Михаил Аркадьевич
Михаи́л Арка́дьевич За́йцев (7 апреля 1954, Морки, Марийская АССР, РСФСР, СССР) — советский и российский государственный и хозяйственный деятель. Машинист, накатчик, сушильщик, слесарь Марийского целлюлозно-бумажного комбината (1972—1997). Депутат Верховного Совета СССР 10-го созыва (1979—1984).

## Биография
Родился 7 апреля 1954 года в посёлке Морки ныне Марий Эл. 
В 1972 году окончил ПТУ № 2 в г. Волжске Марийской АССР, в 1984 году — Марийский целлюлозно-бумажный техникум.
В 1972—1997 годах — на Марийском целлюлозно-бумажном комбинате: машинист, накатчик, сушильщик, слесарь. В 1976 году возглавил комсомольско-молодёжную бригаду, ставшую победителем соцсоревнования 10-й пятилетки.
В 1979—1984 годах избирался депутатом Верховного Совета СССР 10-го созыва. В 1982 году избирался делегатом XIX съезда ВЛКСМ.
Награждён Трудовой Славы III степени и медалями.

## Трудовые звания и награды
- Знак «Победитель социалистического соревнования» (1976)
- Орден Трудовой Славы III степени (1983)